# Sacha Nairobi
Sacha Nairobi (née Sacha Hidalgo au Venezuela) est une chanteuse vénézuélienne.

## Biographie
Sacha Nairobi s'est installée au sud de la Floride aux États-Unis en 1998, avec son père, un auteur-compositeur-interprète, à la tête du groupe musical Los Hidalgos, où l'on retrouve également ses trois frères.
Elle commence sa carrière comme choriste, en participant sous son nom de naissance, Natacha Hidalgo, à 3 albums en 2001 (Dyango - Himnos Al Amor, Tamara - Siempre, Paloma San Basilio - Escorpioet) puis en 2002 à  Quiéreme Mucho de Placido Domingo,.
La pop latino de Nairobi prend des airs singuliers grâce au rôle prééminent que joue le cuatro, une petite guitare communément utilisée dans la musique folk vénézuélienne.
Nairobi joue du cuatro tout au long de son premier album, qui porte son nom et qui est sorti en 2005.
Elle reprend en 2006 l'un des titres de son album, « Princesa », pour la compilation Radio Latino produite par Putumayo World Music, et distribuée en France par Harmonia Mundi. En 2013, elle participe à deux autres compilations, la première World Reggae, avec le titre C'est moi. C'est toi composée par son frère Jianno Hidalgo, et la seconde Café Latino avec le titre Congelados en el tiempo composée par le producteur et compositeur colombien Germán Ortiz.